# Baia Lazurnaja
La baia Lazurnaja (in russo Бухта Лазурная?) o baia Šamora (Бухта Шамора) è un'insenatura situata all'interno del golfo dell'Ussuri (a sua volta compreso nel golfo di Pietro il Grande), in Russia. Si affaccia sul mar del Giappone e appartiene al Territorio del Litorale (Circondario federale dell'Estremo Oriente).

## Geografia
La baia Lazurnaja è situata sulla costa orientale della penisola di Murav'ëv-Amurskij ed è compresa tra capo Zelënyj (мыс Зелёный) a sud-ovest, e capo Krutoj (мыс Крутой) a nord-est. La baia ha uno sviluppo costiero di 3 km, ed è larga all'ingresso 1,8 km, la profondità è intorno ai 4–7 m. Al centro della baia sfocia l'omonimo fiume Lazurnaja. La baia è la più popolare e grande spiaggia della zona di Vladivostok.

## Storia
Baia Fel'dgauzen si chiamava così dal 1880 in onore del governatore militare di Vladivostok, Aleksandr Fëdorovič Fel'dgauzen (Александр Фёдорович Фельдгаузен). In quanto al successivo nome, Šamora, pare che derivi dal cinese shamuo (沙漠; "deserto di sabbia", "sabbia"), e così era chiamato anche il fiume e il villaggio che sorse in seguito.
Dopo il conflitto armato frontaliero dell'isola Damanskij, è stata messa in atto un'eradicazione dei nomi cinesi nel territorio del Litorale, ed è stato nel 1972 che la baia ha ricevuto il suo nome attuale, che in italiano significa "azzurra", ma il nome Šamora continua ad essere popolare.